# Kishuta
Kishuta é um município da Hungria, situado no condado de Borsod-Abaúj-Zemplén. Tem 5,18 km² de área e sua população em 2015 foi estimada em 295 habitantes.